# Mimmi Tollerup
Mimmi Tollerup (tidigare Tollerup-Grkovic), född 5 september 1961 i Stockholm, är en svensk illustratör av barnböcker. Tollerup har illustrerat böcker av bland andra Bengt-Erik Engholm, Anna Jansson och Stefan Casta.